# 19e étape du Tour d'Espagne 2010
La 19e étape du Tour d'Espagne 2010 s'est déroulée le vendredi 17 septembre 2010 entre Piedrahita et Tolède, sur 200 km. Elle a été remportée par le coureur belge Philippe Gilbert, de l'équipe Omega Pharma-Lotto.

## Récit de la course
Dominik Roels (Team Milram), Josep Jufré (Astana), Manuel Ortega Ocana (Andalucía-Cajasur) et Xavier Florencio (Cervélo TestTeam) s'échappent en début d'étape, mais ne peuvent empêcher le retour du peloton. Philippe Gilbert (Omega Pharma-Lotto) s'impose lors d'un sprint en côte. Ezequiel Mosquera (Xacobeo Galicia) perd 12 secondes sur Vincenzo Nibali (Liquigas-Doimo), qui conforte son maillot rouge.

## Classement de l'étape
|    | Coureur           | Pays       | Équipe              |    | Temps           |
| -- | ----------------- | ---------- | ------------------- | -- | --------------- |
| 1  | Philippe Gilbert  | Belgique   | Omega Pharma-Lotto  | en | 5 h 43 min 41 s |
| 2  | Tyler Farrar      | États-Unis | Garmin-Transitions  | +  | m.t             |
| 3  | Filippo Pozzato   | Italie     | Katusha             |    | 1 s             |
| 4  | Sébastien Hinault | France     | AG2R La Mondiale    |    | m.t.            |
| 5  | Peter Velits      | Slovaquie  | HTC-Columbia        |    | m.t.            |
| 6  | Vincenzo Nibali   | Italie     | Liquigas-Doimo      |    | m.t.            |
| 7  | Nikolas Maes      | Belgique   | Quick Step          |    | m.t.            |
| 8  | Grega Bole        | Slovénie   | Lampre-Farnese Vini |    | m.t.            |
| 9  | Daniele Bennati   | Italie     | Liquigas-Doimo      |    | m.t.            |
| 10 | Paul Voss         | Allemagne  | Milram              |    | m.t.            |

## Classement général
|    | Coureur           | Pays       | Équipe             |    | Temps            |
| -- | ----------------- | ---------- | ------------------ | -- | ---------------- |
| 1  | Vincenzo Nibali   | Italie     | Liquigas-Doimo     | en | 80 h 30 min 48 s |
| 2  | Ezequiel Mosquera | Espagne    | Xacobeo Galicia    | +  | 50 s             |
| 3  | Peter Velits      | Slovaquie  | HTC-Columbia       |    | 1 min 59 s       |
| 4  | Joaquim Rodríguez | Espagne    | Katusha            |    | 3 min 54 s       |
| 5  | Fränk Schleck     | Luxembourg | Saxo Bank          |    | 3 min 57 s       |
| 6  | Xavier Tondo      | Espagne    | Cervélo TestTeam   |    | 4 min 02 s       |
| 7  | Nicolas Roche     | Irlande    | AG2R La Mondiale   |    | 4 min 10 s       |
| 8  | Tom Danielson     | États-Unis | Garmin-Transitions |    | 4 min 12 s       |
| 9  | Carlos Sastre     | Espagne    | Cervélo TestTeam   |    | 4 min 28 s       |
| 10 | Luis León Sánchez | Espagne    | Caisse d'Épargne   |    | 5 min 50 s       |

## Abandons
- Nicolas Vogondy (BBox Bouygues Telecom) : non-partant
- Fabian Cancellara (Saxo Bank)